# Sebastian z Felsztyna
Sebastian z Felsztyna (també Sebastian de Felstin, Sebastian Herburt) (Skelivka (Ucraïna), vers 1480/1490? - després de 1543) fou un compositor i teòric de la música polonès, considerat el millor compositor polonès de principis del segle xvi.
Des de 1507 fins 1509 estudià en la Universitat de Cracòvia, en la que arribà a ocupar per mèrits propis la càtedra de música.
Les seves obres més importants són: un compendi de cant gregorià titulat Opusculum musices (1519); un altre sobre la música mensurada, Opusculum musices mensuralis, reeditats ambdós el 1534 i el 1539, amb un apèndix de M. Kromer (De musica figurativa), i el 1544 l'utilíssim tractat Directiones musicae at cathedralis ecclesiae Primisliensis usum.
Alguns anys abans havia escrit uns comentaris als Diàlegs de Música de Sant Agustí, i vers el 1522 un llibre d'himnes de la seva composició, titulat Aliquot hymni ecclesiastici vario melodarium genere editi.